# Arsenal de Berlin

L'Arsenal de Berlin (Zeughaus en allemand) est le plus ancien édifice situé dans l'avenue Unter den Linden, à Berlin. Cet édifice de style baroque, le plus important de la capitale allemande, a été construit d'après le plans des architects Johann Arnold Nering et Johann Arnold Nering entre 1695 et 1706, sous le règne du roi Frédéric Ier, roi en Prusse. Transformée en une salle d'expositions par Friedrich Hitzig dans les années 1877–1880, l'édifice fut gravement endommagé durant la Seconde Guerre mondiale et reconstruit jusqu'en 1967.  

## Historique

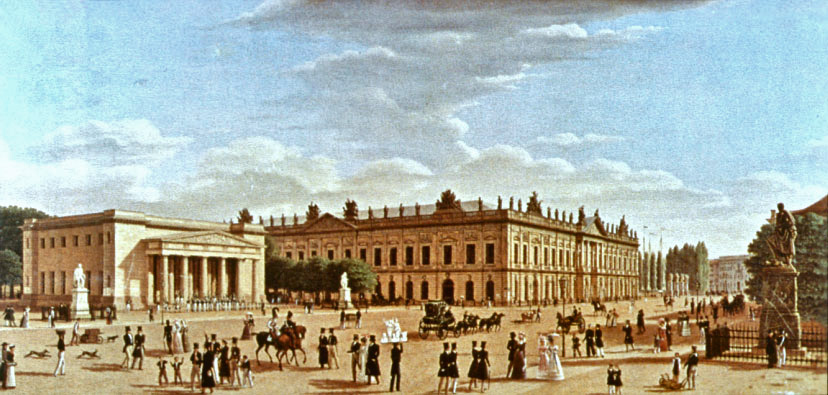
L'arsenal et la Neue Wache, tableau de Wilhelm Brücke (1828).

Les premiers plans en vue d'un arsenal à Berlin furent conçus vers 1685 par l'architecte français François Blondel (1618-1686) sur mandat du « Grand Électeur » Frédéric-Guillaume Ier de Brandebourg. Les projets, toutefois, ne peuvent être réalisées en raison de manque de ressources. Ce n'est pas avant le 28 mai 1695, que le fils et successeur de Frédéric-Guillaume, Frédéric III (le futur roi Frédéric Ier) posa la première pierre pour les fondations du bâtiment. Son premier bâtisseur fut l'architecte Johann Arnold Nering (1659-1695) qui décéda le 21 octobre de l'année même où commencèrent les travaux, dont le gros œuvre fut assuré par son confrère Martin Grünberg, tandis que la direction générale était confiée à Andreas Schlüter.
Après que l'électeur se couronne lui-même roi en Prusse en 1701, les travaux ont été menés avec plus d'engagement. Achevé en 1706, année à laquelle le sculpteur français Guillaume Hulot termine le portail principal avec le buste doré de Frédéric Ier, le bâtiment se présente sous la forme d'un plan carré de 90 mètres de côtés, formé par quatre ailes érigées autour d'une cour intérieure (Schlüterhof). En effet, les travaux de construction et d'installation se prolongèrent jusqu'en 1729, sous le règne du « Roi-Sergent » Frédéric-Guillaume Ier. L'armée prussienne a utilisé l'édifice dès l'année prochaine. L'assaut de l'arsenal du 14 juin 1848 est la principale émeute ayant lieu à Berlin après les combats de barricades de la Révolution de Mars en Prusse.

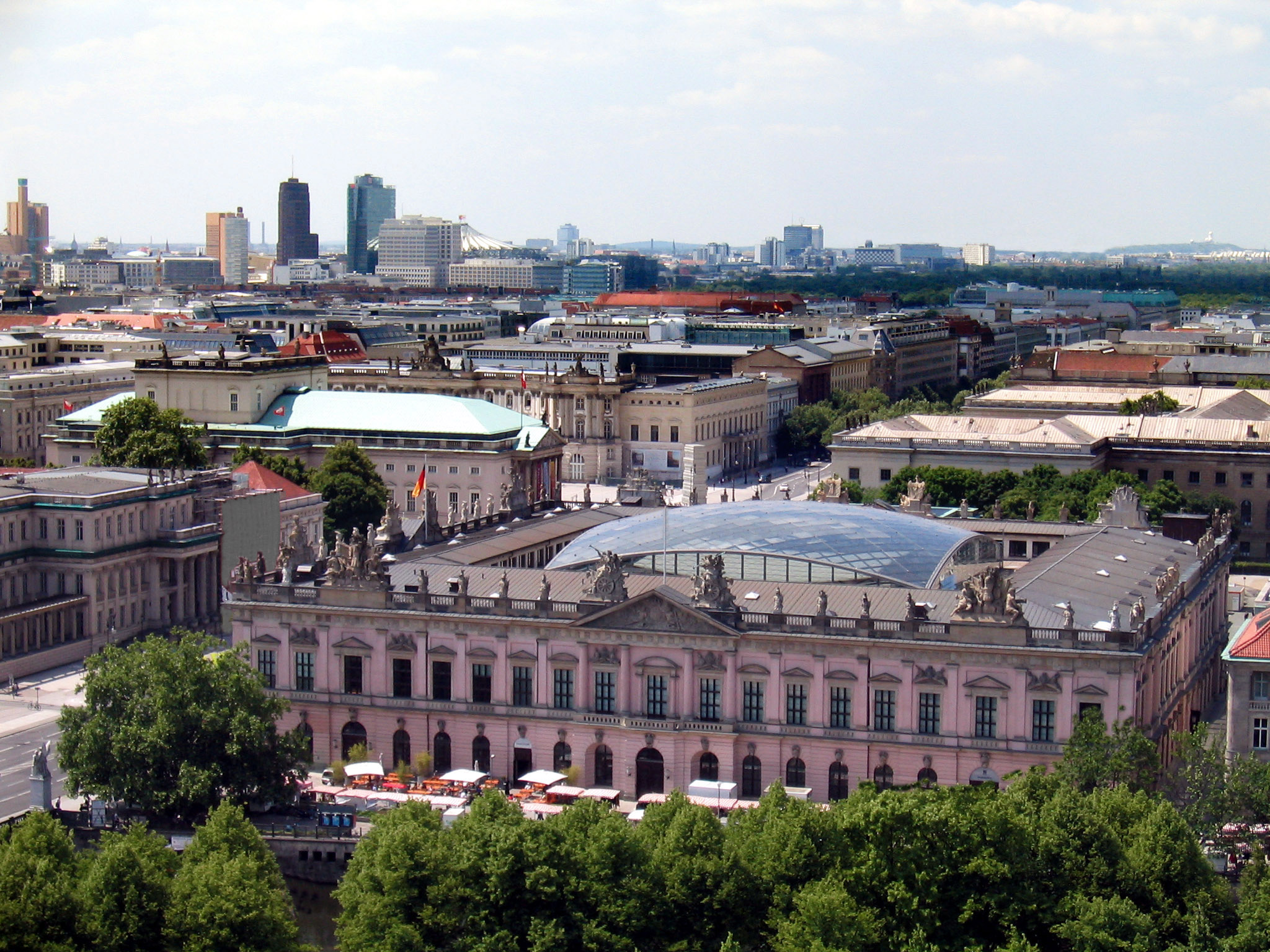
L'Arsenal de Berlin vu depuis le Berliner Dom.

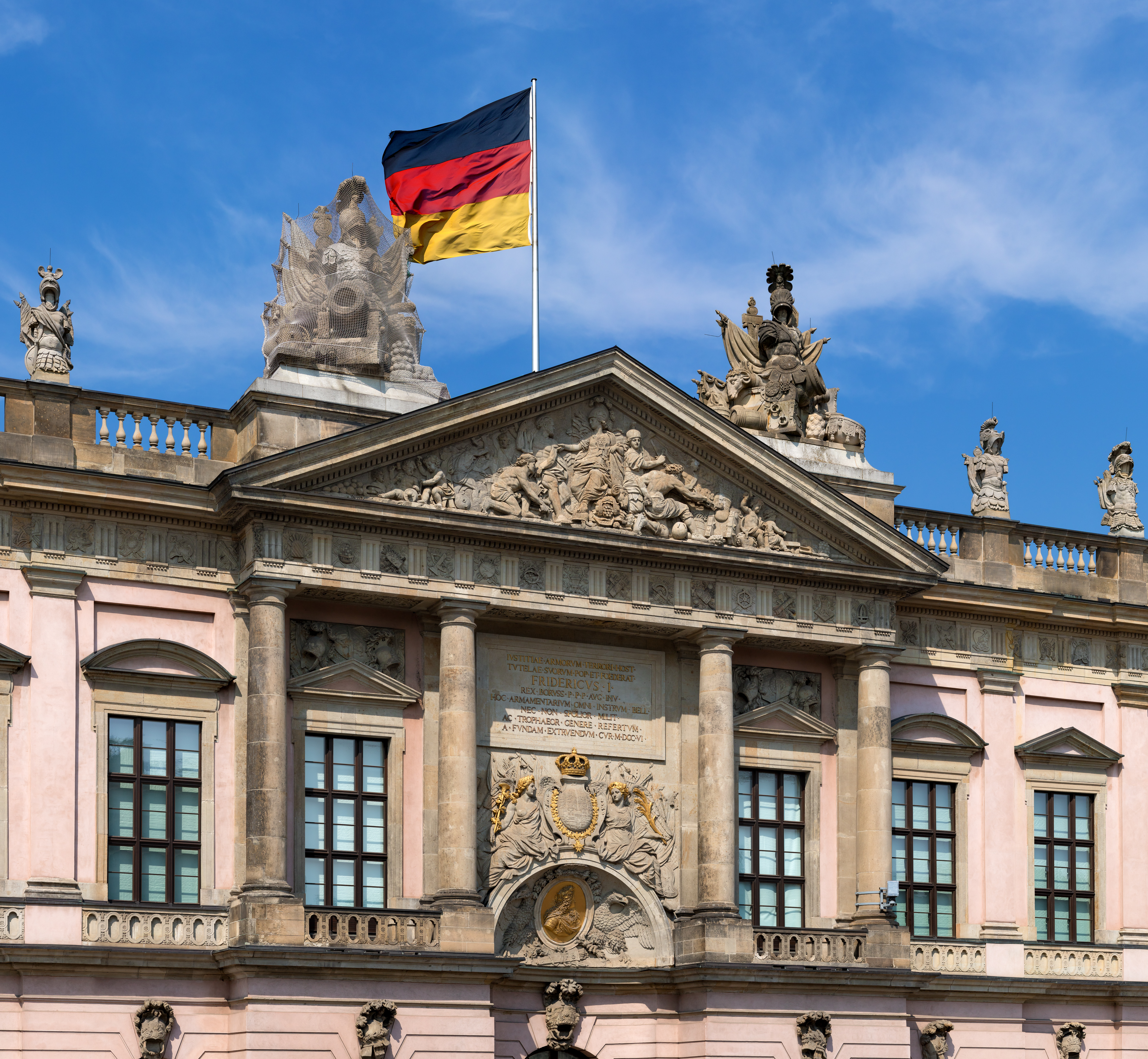
Façade de l'arsenal, vue partielle de l'entrée principale (2015)

En 1875, l'arsenal fut reconverti en « temple de la gloire pour l'armée prussienne » doté d'un musée des armes et de la guerre selon les plans de l'architecte Friedrich Hitzig (1811-1881), ainsi qu'un monument aux morts. Le 21 mars 1943, l'officier Rudolf-Christoph von Gersdorff y tenta d'assassiner Hitler par un attentat-suicide. L'intérieur du bâtiment, sérieusement endommagé durant la Seconde Guerre mondiale, fut totalement réaménagé à la suite de la restauration effectuée entre 1949 et 1967. Dès 1952, il abrita le « musée de l’Histoire allemande » (Museum für deutsche Geschichte) créé par le Parti socialiste unifié de la République démocratique allemande. 
Après la réunification allemande, en 1990, l'édifice accueille le Musée historique allemand  (Deutsches Historisches Museum). Au nord de l'arsenal, l’architecte Ieoh Ming Pei a ajouté un nouveau bâtiment d’exposition inauguré en  2003.